# Bombardeiro
Bombardeiro (también llamado Engenhos) es una localidad caboverdiana del municipio de Santa Catarina.

## Geografía
La localidad está situada en la isla de Santiago.

## Organización territorial
La localidad abarca los lugares y barrios de:
- Alta Mera
- Anguia
- Beco
- Bombardeiro
- Carreira
- Carriço
- Casa Grande
- Chã de Cana
- Chã de Carreira
- Chã de Nona
- Chã de Pinha
- Chã de Riba
- Laranjinha
- Mamonda
- Manipo
- Ribeirão Caniço
- Telhal
- Travessa
- Travessa Baixo
- Volta de Ouro